# Walkera
Walkera est une marque chinoise d'aéronefs radiocommandés. Elle a notamment inventé la série des Dragonfly.